# Wolfgang Köhler (Psychologe)

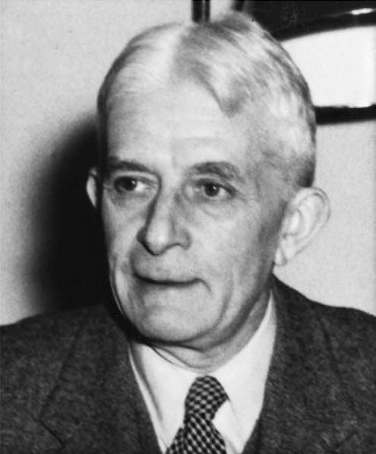
Wolfgang Köhler

Wolfgang Köhler (* 9. Januarjul. / 21. Januar 1887greg. in Reval, Russisches Reich, heute Tallinn, Estland; † 11. Juni 1967 in Enfield, New Hampshire, USA) gilt mit Max Wertheimer und Kurt Koffka als einer der Begründer der Gestaltpsychologie bzw. der Gestalttheorie.

## Leben und Wirken
Wolfgang Köhler war der Sohn von Franz Köhler, Direktor der Domschule in Reval. 1893 ging sein Vater als Lehrer und Bibliothekar nach Wolfenbüttel, wo Wolfgang Köhler das Gymnasium besuchte. Köhler studierte Philosophie, Naturwissenschaften und Psychologie an der Universität Tübingen, der Universität Bonn und der Berliner Friedrich-Wilhelms-Universität; zu seinen Lehrern im Fach Physik gehörte u. a. Max Planck. 1909 promovierte er bei Carl Stumpf in Psychoakustik über „Akustische Untersuchungen“. Danach arbeitete Köhler am Psychologischen Institut in Frankfurt am Main als Assistent von Friedrich Schumann. Hier lernte er Max Wertheimer und Kurt Koffka kennen, die gemeinsam einen neuen Zweig der Psychologie begründeten, die Gestaltpsychologie („Berliner Schule“).
Am 1. Oktober 1912 heiratete Wolfgang Felix Ulrich Köhler in Groß Tabarz die Malerin und Bildhauerin Thekla Anna Cosima Achenbach (* 22. November 1890 in Hamburg, † 1964). Das Paar hatte fünf Kinder: Klaus (Sohn von Thekla; * 4. September 1912 in Frankfurt/Main, † 1988), Marianne (* 1913), Peter (* 31. Juli 1915 auf Teneriffa. † 9. Mai 2000 in Kiel), Martin (* 1918) und Charlotte (* 1923 in Braunlage). Nach der Rückkehr von Teneriffa lebte die Familie zunächst in Braunlage.
Von 1914 bis 1920 leitete er die von Max Rothmann initiierte Anthropoidenstation der Preußischen Akademie der Wissenschaften auf Teneriffa, wo er seine berühmten Untersuchungen über den Werkzeuggebrauch und das Problemlöseverhalten von Schimpansen durchführte. Über Kognitive Psychologie bei Menschenaffen veröffentlichte Köhler 1917 sein revolutionäres Werk Intelligenzprüfungen an Anthropoiden. Köhlers in der Zeit des Behaviorismus erschienene Arbeit wurde zuerst fast vollständig ignoriert, erst seit dem Ende der 1950er-Jahre werden die mentalen Fähigkeiten von Tieren wieder wissenschaftlich untersucht. Auch die finanzielle Förderung seiner Forschungseinrichtung wurde nach dem Ende des Ersten Weltkriegs von der Preußischen Akademie der Wissenschaften aus Geldmangel nicht mehr fortgesetzt, weswegen die Station aufgegeben und fünf aus Kamerun stammende weibliche Schimpansen 1920 in die Obhut des Berliner Zoologischen Gartens gegeben wurden. Auch Köhler kehrte nach Schließung der Anthropoidenstation nach Deutschland zurück und wurde für kurze Zeit Professor an der Universität Göttingen, wechselte dann aber an die Friedrich-Wilhelms-Universität zu Berlin (heute: Humboldt-Universität), wo er von 1922 bis 1935 Direktor des Psychologischen Instituts war; zu seinen Berliner Schülern gehörte u. a. Wolfgang Metzger.
Im Laufe der 1920er-Jahre wurde Köhler auch international einer der bekanntesten Psychologen. Während eines USA-Aufenthaltes 1925/26 wurden ihm von vier amerikanischen Universitäten (darunter Harvard und Yale) Lehrstühle oder Gastprofessuren angeboten. Köhler beschloss jedoch, in Berlin zu bleiben.
1933 protestierte Köhler als einziger deutscher Hochschulprofessor der Psychologie öffentlich in einem Zeitungsartikel gegen die Entlassung jüdischer Professoren durch die Nationalsozialisten. Nachdem sein Institut 1934/35 mehrfach zur Zielscheibe nationalsozialistischer Angriffe und Eingriffe geworden war, beantragte Köhler im August 1935 seine Emeritierung. Ende September wurde er daraufhin entpflichtet. Noch im selben Jahr verließ er Deutschland endgültig und nahm eine Professur am Swarthmore College, Pennsylvania, an, von wo aus er bis zu ihrer Einstellung im Jahr 1938 auch als Herausgeber der von ihm mitbegründeten Fachzeitschrift Psychologische Forschung tätig war. Sein Bruder, der Kunsthistoriker Wilhelm Koehler, war bereits 1934 in die USA emigriert.
Die amerikanische Psychologin Mary Henle, eine seiner engsten Mitarbeiterinnen im amerikanischen Exil, gab 1971 die Selected Papers of Wolfgang Köhler heraus (Liveright: New York).
Die Arbeiten von Wolfgang Köhler finden heute wieder verstärkt Beachtung, unter anderem in der Hirnforschung. So wird etwa von M.N. Eagle und J.C. Wakefield darauf hingewiesen, dass die Entdeckung der Spiegelneuronen bereits in Köhlers Postulat eines psychophysischen Isomorphismus vorweggenommen worden ist.

## Maluma und Takete

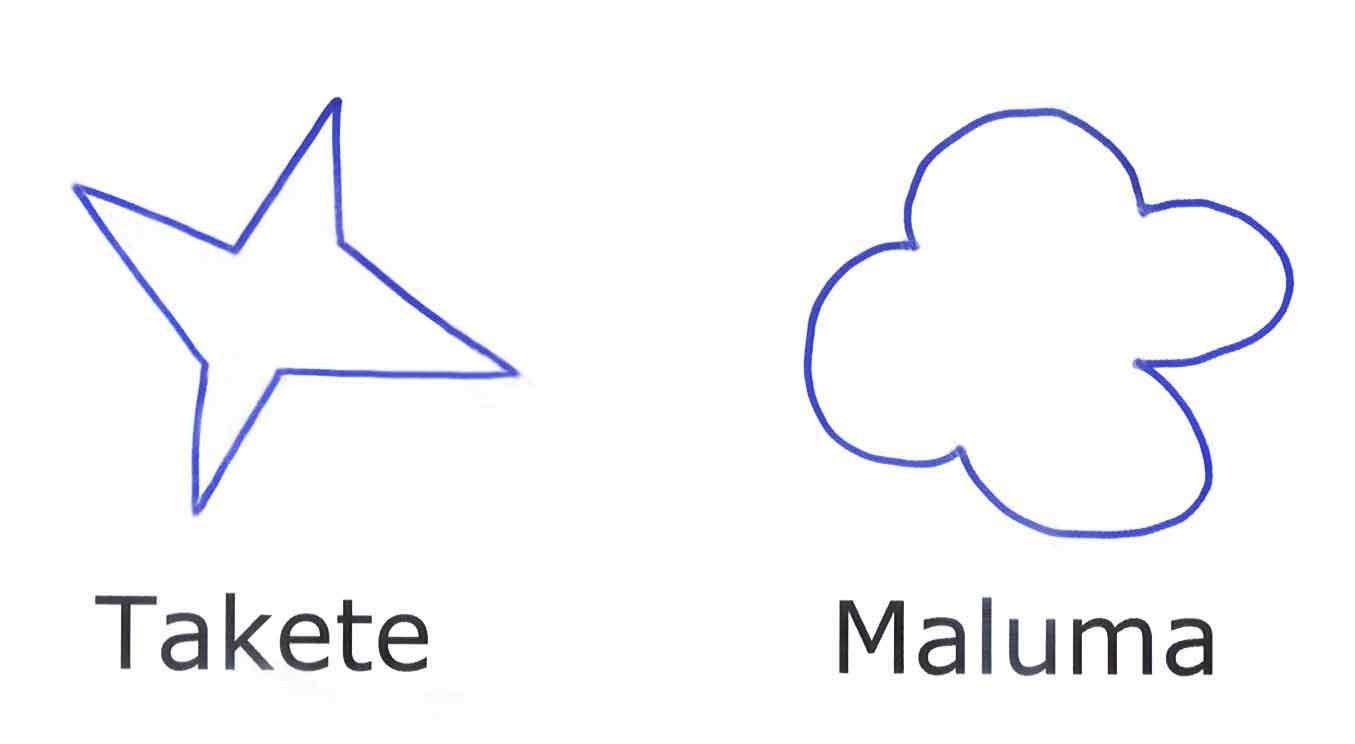
Maluma und Takete

Grundlegende Forschungen zum Nachweis der Anmutungsqualität führte Wolfgang Köhler 1929 durch. Köhler stellte Versuchspersonen eine runde und eine eckige Figur vor und bat sie, den Formen das Wort Maluma oder das Wort Takete zuzuordnen. In 90 % der Fälle ordneten die Probanden der runden Form Maluma und der spitzen Form Takete zu.
Hieraus leitete Köhler den Nachweis ab, dass es eine intuitive, gefühlsmäßige Verbindung zwischen Sprache und optischen Darstellungen gibt, also Laute mit der Wahrnehmung von Formen korrespondieren.

### Bouba und Kiki

Auch dieses Bild zeigte, verschiedene Menschen bezeichnen die linke Form mehrheitlich als kiki und die rechte Form als bouba.

2001 replizierten V. S. Ramachandran und Edward Hubbard Köhlers Experiment mit den Nichtworten kiki und bouba und baten US-Amerikaner und indische Tamil-Sprecher diese den nebenstehenden Umrissen zuzuordnen. In beiden Gruppen ordneten 95 % bis 98 % der kurvigen Form bouba und der gezackten Form kiki zu. Das menschliche Gehirn solle demnach abstrakte Formen und Klänge in konsistenter Art miteinander verbinden.

## Ehrungen
- 1928 wurde Köhler in die American Academy of Arts and Sciences gewählt, 1947 in die National Academy of Sciences.
- Von 1956 bis 1959 war Köhler Präsident der American Psychological Association.
- 1962 wurde er mit der Wilhelm-Wundt-Medaille der Deutschen Gesellschaft für Psychologie ausgezeichnet.
- 1962 wurde ihm die Ehrenbürgerschaft der Freien Universität Berlin verliehen.

In Anerkennung von Köhlers Werk wurde die Einrichtung des Max-Planck-Instituts für evolutionäre Anthropologie zur Kognitionsforschung bei Menschenaffen Wolfgang-Köhler-Primaten-Forschungszentrum benannt. Die Menschenaffenanlage der Forschungseinrichtung kann im Zoo Leipzig als Pongoland von den Zoobesuchern besichtigt werden.

## Veröffentlichungen (Auswahl)
- 1917: Intelligenzprüfungen an Anthropoiden (1925 in englischer Übersetzung unter dem Titel The Mentality of Apes erschienen).
- 1920: Die physischen Gestalten in Ruhe und im stationären Zustand. Eine naturphilosophische Untersuchung.
- 1921: Intelligenzprüfungen an Menschenaffen. Berlin (Springer), Neudruck 1963
- 1929: Gestalt Psychology (1933 in deutscher Übersetzung unter dem Titel Psychologische Probleme erschienen).
- 1938: The place of value in a world of facts (1968 deutsch als Werte und Tatsachen erschienen).
- 1969: The task of Gestalt Psychology (1971 deutsch als Die Aufgaben der Gestaltpsychologie erschienen).